# Цеглинг
Цеглинг је једноставна и лака ваздухопловна једрилица (клизач) једносед за основну обуку летача. 

## Пројектовање и развој
Конструисан је за стартовање помоћу гумене праћке (ужета), уобичајеног начина стартовања између Првог и Другог светског рата. Конструктор и произвођач је био немац Александар Липиш (Alexander Lippisch) који је познат по конструкцији ракетног авиона - летећег крила, Месершмит Me 163 Комет (Messerschmitt Me 163 Komet). Прва верзија Цеглинга је полетела 1926. године а побољшана верзија Цеглинг Zö-31 је направљена 1931, Цеглинг Zö-33, 1933, Цеглинг Zö-35 је конструисан 1935. године, а Цеглинг Zö-37 1937. године. Према извору у Краљевини Југославији су коришћени следећи типови ове једрилице-клизача: Цеглинг, Цеглинг Zö-31, Цеглинг Zö-33 и Цеглинг Zö-35.

### Технички опис
Једноседа једрилица - клизач Цеглинг је била мешовите конструкције. Труп једрилице је била решеткаста челична (или дрвена) конструкција која је уз помоћ окова била везама за остале делове летилице. На месту где се за труп везало крило, налазила се централна пирамида која је служила да се крило помоћу сајли укрути и са горње и доње стране. Крило је било правоугаоног облика дрвене конструкције а пресвучена импрегнираним платном. На исти начин су изведене и репне површине, хоризонтални и вертикални стабилизатори као и кормила висине и правца. Управљање једрилицом се обављало помоћу пилотске палице и ножним педалама који су челичним сајлама били повезани са извршним органима (крилца и кормила). Пилот је седео на столици која је била саставни део конструкције трупа. Стајни трап ове једрилице се састојао из металне санке на кљуну једрилице и еластичне дрљаче на репу.

## Карактеристике
Карактеристике наведене овде се односе на једрилицу Цеглинг а према изворима
| Финеса      | 1 : 9 при брзини 54 km/h |
| Перформансе | - максимална брзина 112 km/h - минимална брзина 42 km/h - минимално пропадање 1,4 m/s при брзини 54 km/h                                              |
| Димензије   | - размах крила 10,04 m - дужина 5,29 m - висина 2,01 m - површина крила 15,85 m² - аеропрофил крила Göttingen 358 - макс. оптеречење крила; 9,8 kg/m² |
| Маса        | - сопствена 85 kg - носивост 70 kg - полетна 155 kg - водени баланс; нема                                                                             |

## Оперативно коришћење
Пошто су једрилице Цеглинг биле веома једноставне за коришћење, лаке за производњу и одржавање па када се на то дода ниска цена, није чудо што је ова једрилица била веома распрострањена по целој Европи у то доба. Као погон за њу је употребљавана праћка а коришћена је за почетну обуку једриличара.
У земунском Икарусу је 1928. године основано Спортско друштво Икарус које је као прво у земљи почело да се бави ваздушним једрењем. У погонима Икаруса је исте године направљено 4 једрилице овог типа. Пробни лет је обавио студент технике Димитрије Лансберг, који је школу летења на једрилицама завршио у Немачкој. Он је уједно био конструктор, градитељ једрилица и наставник у школи за безмоторно летење. Ово се сматра почетком једриличарског спорта у нашој земљи.
Фабрике Икарус из Земуна и Утва из Панчева су од 1932. до 1938. производиле савременије типове ових једрилица (клизача) Zo-33 и Zo-35. Поред тога у многим Аеро клубовима ови клизачи су се правили као самоградња. Процењује се да је у Југославији између два светска рата направљено преко 120 примерака ове једрилице. У периоду од 1936. до 1941. године у регистру једрилица Краљевине Југославије било је регистровано 53 једрилице-клизача типа Цеглинг и била је најзаступљенија летелица.

## Сачувани примерци
Код нас није сачувана ова једрилица-клизач, али се могу видети у Ваздухопловним музејима по Европи.

## Земље које су користиле ову једрилицу
| - Белгија - Чехословачка - Аустрија - Аустралија - Финска - Летонија | - Мађарска - Канада - Пољска - Уједињено Краљевство - Холандија - Немачка | - Швајцарска - Шведска - Шпанија - Краљевина Југославија - ДДР |